# Panthera tigris sudanensis
Panthera tigris sudanensis — это научное название подвида тигра, предложенное Паулюсом Дераниягалой в 1951 году на основании шкуры тигра, замеченной на каирском базаре. Когда Дераниягала спросил владельца магазина о происхождении этого образца, ему сказали, что животное было застрелено в Судане. Как писал Вратислав Мазак в 1980 году, это была либо шутка, либо продавец чувствовал себя обязанным быть вежливым и отвечать на вопрос, будь то правдой или выдумкой.
Дераниягала сфотографировал шкуру образца, которая, по мнению некоторых учёных, выглядела как принадлежавшая каспийскому тигру (P. t. virgata), учитывая рисунок его полос. Скорее всего, это была контрабанда из Ирана или Турции в Египет. Как писал Мазак, «ситуация наполовину юмористическая, наполовину ироничная».